# Стефан II (Хърватия)
Стефан II (на хърватски: Stjepan II) е хърватски крал, последният от рода Търпимировичи, управлявал само две години от 1089 до смъртта си през декември 1090 или в началото на 1091 г.
Стефан е син на Гоислав II, брата на крал Петър Крешимир IV. Известно е, че Гоислав е убит и Петър Крешимир е разследван за неговата смърт от нарочен пратеник на папа Николай II (както твърди Корчуланския кодекс от XII в.). Разследването обаче приключва след като Петър Крешимир тържествено се заклева, че няма участие в убийството на брат си, поради което папският прелат го обявява за невинен.
Петър Крешимир не оставя мъжки наследник и след неговата смърт през 1076 г. е наследен от неговия роднина също от династията Търпимировичи, Димитър Звонимир. Стефан, който също има права върху трона, влиза в манастир в Сплит и чак до смъртта на Звонимир през 1089 г. липсват други сведения за него. Но през 1089 г. престолът е овакантен понеже синът на Звонимир, Радован, починал още приживе на баща си, и Стефан напуска манастира, но вече доста възрастен и при това тежко болен. Царуването му е кратко и тъй като няма потомци, след кончината му съпругата на Димитър Звонимир Елена Унгарска помага на своя брат, унгарският крал Ласло I, да стане владетел на хърватите. С това се прекъсва и династията Търпимировичи.